# Джейн Эйр
«Джейн Эйр» (англ. Jane Eyre [ˌdʒeɪn ˈɛər]), в самой первой публикации был выпущен под названием «Джейн Эйр: Автобиография» (англ. Jane Eyre: An Autobiography) — роман английской писательницы Шарлотты Бронте, выпущенный под псевдонимом «Каррер Белл». Второе переиздание романа Бронте посвятила писателю Уильяму Теккерею.

## Публикация
Впервые роман был опубликован в 1847 году лондонским издательством «Смит, Элдер и Ко» (англ. Smith, Elder & Company) под заглавием Jane Eyre: An Autobiography; имя автора было скрыто под псевдонимом Каррер Белл (англ. Currer Bell). Сразу же после публикации книга заслужила любовь читателей и хорошие отзывы критиков, включая Уильяма Теккерея, которому Бронте посвятила второе издание.
Первоначальный приём критиками романа резко контрастирует с его сегодняшней репутацией культового произведения. В 1848 году Элизабет Ригби, рецензируя «Джейн Эйр» в The Quarterly Review, нашла ее «в высшей степени антихристианской композицией». Она писала: «Мы без колебаний заявляем, что тон ума и мысли, которые ниспровергли авторитет и нарушили все законы, человеческие и Божественные, — это то же самое, что написала Джейн Эйр».

### Русский перевод
На данный момент известно о девяти переводах романа на русский язык, при этом первые пять были сделаны в XIX столетии, а из четырёх, относящихся к XX веку, два выполнены в дореволюционную эпоху, остальные два — уже в советский период.
Впервые роман вышел на русском языке под названием «Дженни Ир» в апреле 1849 года, через два года после оригинальной публикации, в журнале «Библиотека для чтения». Анонимный «перевод» представлял собой, по сути, главным образом пересказ содержания с небольшими элементами перевода. Полноценный перевод, выполненный Иринархом Введенским, появился на месяц позже, в мае того же года. Он публиковался по частям в журнале «Отечественные записки» с незначительными сокращениями (которым в основном подверглись размышления заглавной героини). Роман был поделён на пять частей (в каждой из них главы были заново пронумерованы). Английские имена некоторых персонажей Введенский заменил аналогичными русскими (Hellen — Елена, Barbara — Варвара).
В 1850 году в журнале «Современник» был напечатан новый анонимный пересказ романа с элементами перевода под названием «Джен Эйр, роман Коррер Белля» — пересказ был сделан в третьем лице. Затем в 1857 году в журнале «Библиотека для дач, пароходов и железных дорог, собрание романов, повестей и рассказов новых и старых, оригинальных и переводных» был напечатан другой пересказ, выполненный С. И. Кошлаковой, под названием «Дженни Эйр, или Записки гувернантки», но был значительно полнее по сравнению с предыдущими — он был издан в трёх томах небольшого формата и насчитывал 27 глав.
В 1893 году в издательстве «Ледерле и Ко» вышел перевод под названием «Дженни Эйр, Ловудская сирота, роман-автобиография», выполненный В. Владимировым, который имел, однако, большие сокращения, не относящиеся ни к какой определённой тематике. В 1901 году вышел опять же анонимный перевод под названием «Джэни Эйр, история моей жизни, Шарлоты Бронте. Сокращенный перевод с английского», который был напечатан в журнале «Юный читатель» — перевод содержал на этот раз 35 глав, был поделён на две части, но в целом был близок к оригиналу, хотя местами представлял собой адаптацию для русского читателя (обращение «мисс» было заменено на «барыня» — сокращения и изменения в основном были сделаны для того, чтобы сделать текст более доступным для читателей журнала, который был ориентирован на детскую и юношескую аудиторию). Этот перевод был последним, сделанным до революции.
В 1950 году в издательстве «Лениздат» был выпущен перевод Веры Станевич под названием «Джен Эйр». Это был первый полный перевод, сохраняющий индивидуальный стиль Бронте, но по причине советской этики некоторые фрагменты религиозного содержания в тексте были пропущены (в частности был убран последний абзац, где Сент-Джон размышляет о своей скорой кончине), хотя большая часть религиозных отсылок осталась нетронутой. В 1990 году, когда издательство «Художественная литература» готовило к выходу трёхтомник произведений сестёр Бронте, в перевод Станевич были вставлены недостающие фрагменты в переводе Ирины Гуровой, которая в тот же год выпустила целиком свой перевод романа (с теперь уже «Джейн Эйр»), который сегодня считается самым полным.

## Сюжет

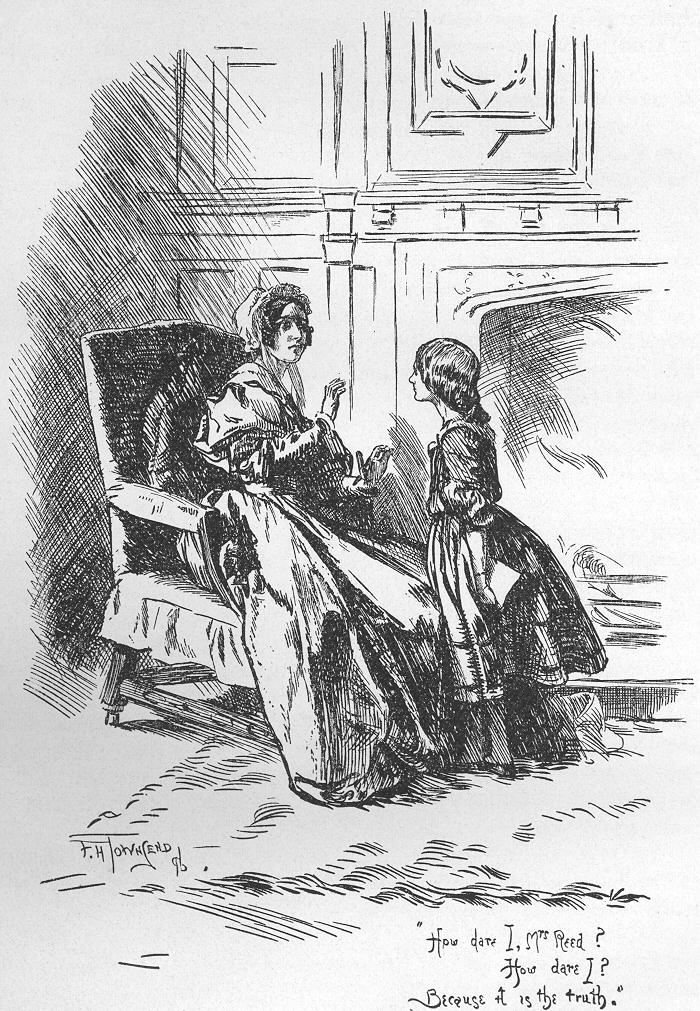
Маленькая Джейн спорит со своей опекуншей миссис Рид. Иллюстрация Таунсенд, Фредерик Генри

Повествование ведётся от первого лица, действие происходит где-то в северной части Англии в конце эпохи правления Георга III. Родители Джейн Эйр умерли, когда она была совсем маленькой, и её взял к себе брат её матери мистер Рид, который вскоре тоже умер. Сейчас Джейн уже десять лет. Это маленький и слабый здоровьем впечатлительный ребёнок с живым характером, замкнутый скорее в силу необходимости, чем нрава. Она живёт в поместье, принадлежащем её тёте, ныне вдове, Саре Рид, властной и эгоистичной женщине, чьи дети — Джон, Элиза и Джорджиана, все чуть постарше Джейн — ей под стать. Все в доме, от миссис Рид и её детей до слуг, смотрят на Джейн крайне презрительно, попрекают её тем, что она «дармоедка», и беспрестанно напоминают, что без опеки миссис Рид её отправили бы в работный дом. Более-менее хорошие отношения у Джейн только со служанкой Бесси. Джейн очень хочется заслужить любовь тёти, но та едва переносит её. Однажды Джон в очередной раз издевается над Джейн и в кровь расшибает ей голову. Охваченная обидой и чувством несправедливости, она с яростью бросается на него. Немедленно прибежавшая на крики миссис Рид снова не замечает раны Джейн и наказывает её, отправив в Красную комнату, где когда-то умер мистер Рид. Джейн умоляет наказать её как-то иначе, но напрасно. Девочка думает, что в Красной комнате живёт призрак её дяди. От страха Джейн становится плохо, и она теряет сознание.
Вызванный миссис Рид аптекарь, проницательный и добрый человек, после беседы с Джейн понимает, как обстоят дела в доме, и советует миссис Рид отправить племянницу в школу. Миссис Рид спустя некоторое время, как понимает Джейн, следует этому совету, а сама девочка случайно подслушивает от служанок свою историю. Дело в том, что брак родителей Джейн был мезальянсом — её мать, происходя из хорошей семьи, вышла замуж за бедного викария, из-за чего вся семья, кроме мистера Рида, отреклась от неё. Сначала отец, а потом и мать Джейн подхватили тиф от бедных прихожан, которым до последнего старались помочь, и скончались с разницей в месяц. Выбор миссис Рид падает на Ловудскую школу для девочек, и она просит наставника школы мистера Брокльхерста предупредить всех, что её племянница лгунья. Когда тот уходит, внутри Джейн закипает гнев, она даёт волю своим чувствам и кричит, что на самом деле лгунья не она, а тётя, что её дети тоже растут лгунами (особенно младшая дочь Джорджиана), что она никогда не простит свою благодетельницу, как называют миссис Рид её знакомые, за ненависть, которую миссис Рид испытывает к Джейн. По прибытии Джейн в школу, несмотря на публичное обвинение во лжи и отвратительном характере, её отношения с ученицами и учительницами складываются хорошо. Её поддерживают директриса мисс Темпль и девочка Элен Бёрнс, которая поражает Джейн своими познаниями, силой духа и христианским смирением. Джейн прилежно занимается, она стремится научиться как можно большему. Но в школе тяжёлые условия содержания, так как мистер Брокльхерст обожает ханжеские нравоучения о пользе смирения плоти и не заботится о том, что девочки постоянно голодны и мёрзнут. С наступлением весны в школе начинается массовая эпидемия тифа, и многие девочки умирают. Джейн оказывается в числе здоровых, а Элен, избежав тифа, умирает фактически у неё на руках от чахотки, которой давно была больна. После этого Брокльхерста отстраняют от единоличного управления, назначив в школе попечительский совет, и условия жизни в школе заметно улучшаются. Джейн проводит в Ловуде восемь лет: шесть лет в качестве ученицы и ещё два года — в качестве учительницы для более младших девочек.
Когда после окончания Джейн школы уезжает вышедшая замуж директриса мисс Темпль, все эти годы бывшая другом и наставницей Джейн, то душа юной выпускницы просит чего-то иного, каких-то перемен. Дав объявление в местной газете о поиске работы, она получает место гувернантки в поместье Торнфильд для маленькой французской девочки-сироты по имени Адель Варанс. Жизнь в поместье очень тихая и уединённая. Помимо Адели в доме живут экономка, простая милая старушка-вдова миссис Фэйрфакс, и несколько слуг, в числе которых швея Грейс Пул — странная, нелюдимая пьяница. Осматривая дом, Джейн слышит странный смех, но миссис Фэйрфакс поясняет, что это Грейс в очередной раз перебрала виски. Всё меняется с внезапным приездом хозяина поместья и опекуна Адели, мистера Эдварда Рочестера. Это человек некрасивой внешности и сложного нрава, сильный, ироничный, угрюмый и уверенный в себе. В его прошлом таятся какие-то несчастья, которые тяготят его. Рочестер часто беседует с Джейн, и скоро она привыкает к его резкому тону и перемене настроений. Ей интересен этот новый, непонятный характер. Он объясняет ей, кто такая Адель: когда-то он был в отношениях с французской танцовщицей, но она, как Рочестер небезосновательно верит, родила дочь от сторонней связи. Впоследствии он лично поймал танцовщицу на измене и расстался с ней, она позднее сбежала с новым любовником, бросив уже подросшую дочь, и Рочестер, узнав об этом, взял девочку к себе, чтобы дать ей шанс на хорошую жизнь, несмотря на то, что Адель, по сути, для него никто. Джейн самостоятельно, но бессмысленно пытается угадать в Адель черты хозяина и в итоге признаёт его правоту.

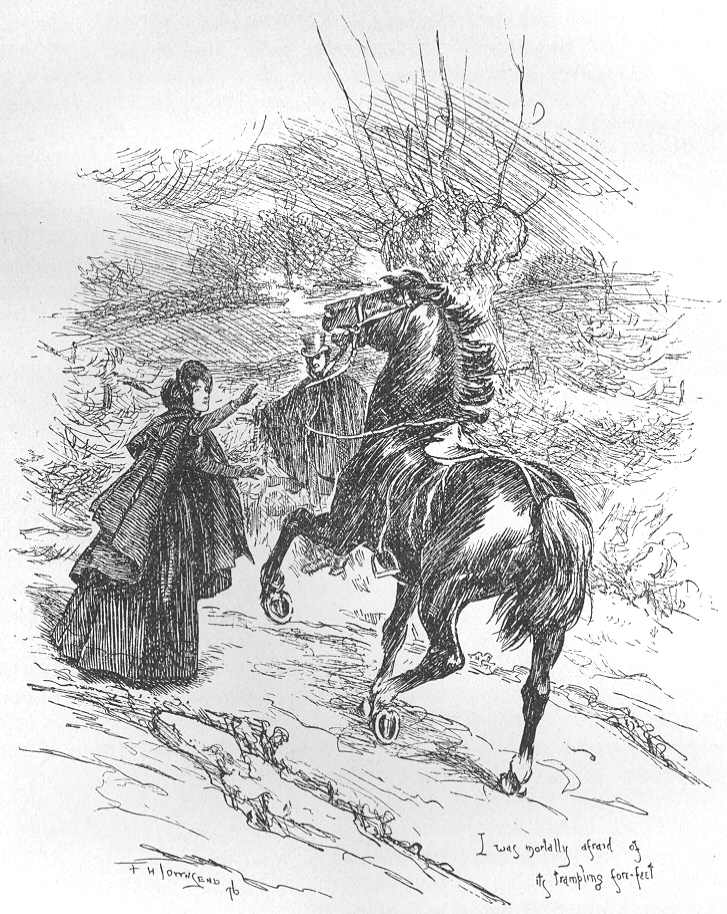
Джейн Эйр впервые встречает мистера Рочестера

Однажды ночью Джейн видит в коридоре дым — это горит комната Рочестера. Она спасает ему жизнь, разбудив его, и помогает погасить пожар. Девушка уверена, что это дело рук Грейс, даже уговаривает его уволить швею (её пьянство очевидно всем в доме), но Рочестер просит Джейн никому не рассказывать о случившемся и утверждает, что побеседовал с Грейс и что ничего подобного больше не случится. Джейн со временем понимает, что хозяин стал ей слишком дорог — она потихоньку полюбила его. Она изо всех сил борется с этой любовью, но это выше её сил. К тому же, ей кажется, что и она небезразлична Рочестеру. Вскоре Рочестер приглашает в дом гостей. Всем становится ясно, что Рочестер собирается жениться на красавице аристократке, живущей в одном из соседних поместий. Джейн непонятны мотивы этого брака — посмотрев на пару, она понимает, что Рочестер не любит свою наречённую. В это время приезжает некий Ричард Мейсон из Вест-Индии, а ночью раздаётся страшный крик. Мейсон ранен, на его плече кровавая рана со следами укусов. И снова Грейс Пул даже не отсылают из дома, а случившееся объясняют тем, что кричала служанка, которой приснился кошмар. Правду о ране знают только сам Рочестер и Джейн.
За Джейн неожиданно присылают из поместья тёти — миссис Рид при смерти после апоплексического удара, хватившего её после самоубийства Джона (он вёл беспутную жизнь и погряз в долгах, поэтому в итоге покончил с собой). Миссис Рид кается в грехе перед Джейн: во-первых, она нарушила данное мужу обещание растить племянницу как родную дочь, а во-вторых, она не переслала ей три года назад письмо другого её дяди, со стороны отца. Этот дядя имеет винодельческие плантации на Мадейре и большой доход. У него нет своей семьи, и он, зная про осиротевшую Джейн, хотел удочерить её и сделать своей наследницей. Но миссис Рид, ненавидя Джейн всем сердцем, особенно за её поступок в детстве перед отъездом в школу, не могла допустить её счастья и в ответ написала ему, что Джейн стала жертвой ловудской эпидемии тифа. Она показывает Джейн письмо дяди, говоря, что теперь она может написать ему и опровергнуть ложь о своей смерти. Миссис Рид не понимает, как Джейн столько лет терпела несправедливость и только в том возрасте осмелилась дать отпор. Её привело в ужас обличение из уст угнетаемой ею маленькой девочки, «как если бы животное, побитое ею, вдруг прокляло её человеческим голосом». Джейн прощает её, но миссис Рид не в состоянии полюбить племянницу в ответ — ей уже слишком поздно меняться. Ночью она умирает, и Джейн помогает привести в порядок домашние дела. Затем рассказывается судьба двоюродных сестёр Джейн, поскольку, как гласит повествование, «в дальнейшем больше не представится повода рассказать о них»: спокойная и здравомыслящая Элиза выбирает путь монахини, а эмоциональная и любящая прелести высшего света Джорджиана находит счастье в выгодном браке по расчёту.

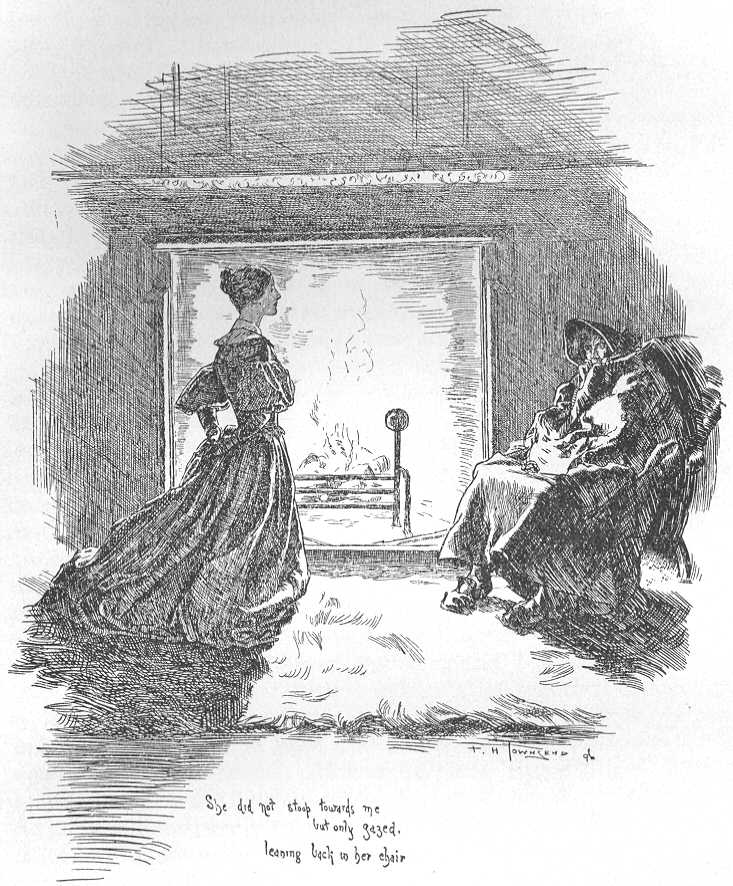
Мистер Рочестер переодевается гадалкой

Джейн возвращается в Торнфильд. Гости разъехались, и жизнь вернулась в прежнее русло. Однажды Рочестер объявляет Джейн, что решил жениться и по этой причине нашёл ей новое место. Она старается скрыть своё отчаяние, но готова примириться с переменами. Её волнует только судьба Адели: примет ли её новая жена опекуна. Вдруг Рочестер говорит, что любит только Джейн, и просит её стать его женой, а ту аристократку он обманул тем, что его состояние будто бы гораздо меньше известного, и она быстро потеряла к «жениху» интерес. Сначала Джейн не верит Рочестеру, но, убедившись в его искренности, соглашается. Во время подготовки к свадьбе Джейн пишет письмо дяде и сообщает о предстоящем замужестве. В день свадьбы в церкви неожиданно появляется поверенный из Лондона, присланный дядей Джейн, который объявляет, что свадьба невозможна: мистер Рочестер женат. Это подтверждает Мейсон — он брат жены Рочестера. Рочестер скрывал данный факт, потому что Берта, его жена, — сумасшедшая. Вовсе не Грейс Пул пыталась поджечь дом и ранила Мейсона; напротив, она приставлена следить за Бертой и пьёт из-за постоянного стресса. Рочестер вымученно признаёт, что это правда, и ведёт всех под самую крышу поместья — там он тайно держит Берту.
Джейн уходит к себе и оплакивает свою любовь. Выйдя в коридор, она натыкается на Рочестера, сидящего у дверей её комнаты. Он умоляет простить его и рассказывает свою историю. Берта происходит из богатой семьи, и в ранней молодости Рочестера ловко женили на ней, дабы не оставить его со скромными средствами к существованию, ибо титул баронета, деньги и поместья его отец собирался завещать его старшему брату. От него скрыли наследственную склонность Берты к сумасшествию, а когда он, измученный нравом жены, захотел развестись, то врачи уже официально объявили о её болезни (в то время нельзя было развестись, если один из супругов имеет такой диагноз). По иронии судьбы старший брат Рочестера не намного пережил их отца, так что Рочестер быстро унаследовал и титулы, и капитал, и имения. В отчаянии он много путешествовал, несколько раз вступал в отношения с разными женщинами, но ни в одной из них не нашёл себе утешения. Рассказав всё это, Рочестер заклинает Джейн не покидать его. Но она не может ни пойти против совести, ни нарушить христианские заповеди.
Выдержав страшную борьбу с собственным сердцем, Джейн тайно уходит ночью, садится в дилижанс, отдав последние деньги, и уезжает как можно дальше в первом попавшемся направлении. Она забывает свёрток с едой и кое-какими вещами в карете и остаётся совсем без средств к существованию. Несколько дней она скитается, голодает и ночует под открытым небом. Она пытается найти работу, но тщетно. Наконец в страшный ливень она в изнеможении падает на ступени дома, где её, едва живую, подбирает преподобный Сент-Джон Риверс, местный викарий. Диана и Мэри, его сёстры, подрабатывающие гувернантками, очень дружелюбны. Они ухаживают за Джейн, пока та болеет. Джейн скрывает от них свою настоящую фамилию и называется вымышленной, а Сент-Джон устраивает её учительницей в местной школе. Джейн с энтузиазмом берётся за дело, и, хотя поначалу она встречает невежество и отсутствие манер учениц, вскоре ситуация понемногу меняется к лучшему. Джейн любят и уважают в округе, её девочки делают успехи, и она была бы счастлива, если бы не горькие сожаления, тоска о покинутом и любимом хозяине и отчаянный страх, что он погубит себя. В то же время она вскользь узнаёт от Сент-Джона, Дианы и Мэри, что некоторое время назад у них умер очень богатый дядя по материнской линии, который в своё время поссорился с их отцом и обошёл племянников наследством, а всё своё состояние завещал другой своей племяннице — некой никогда не виданной ими двоюродной сестре.
Однажды Джейн пишет портрет и случайно подписывает его своим настоящим именем. Не заметив этого, она показывает портрет Сент-Джону. Сент-Джон, напротив, замечает это, проводит своё расследование и наконец сообщает ей, что их мать была урождённой Эйр, то есть, она была сестрой отца Джейн, и, соответственно, Джейн и есть та самая двоюродная сестра, которая унаследовала от их общего дяди всё состояние — огромную по тем временам сумму в 20000 фунтов. Джейн счастлива, что обрела семью, и потрясена так неожиданно свалившимся на неё богатством. Она решает перестать преподавать и передаёт школу другой учительнице, хотя и не может пока точно сказать, что будет делать дальше. Диана и Мэри возвращаются домой из Лондона, потому что теперь они обеспечены и им больше не нужно работать. Джейн делит наследство поровну между ними четырьмя. Всё это время Сент-Джон внимательно наблюдает за ней. Он незаурядный, противоречивый человек: обуреваемый страстями, честолюбивый, но вместе с тем холодный и рассудительный. Он собирается стать миссионером и уехать в Индию, преодолевая в этом стремлении даже свою пылкую страсть к одной юной богатой красавице. Незадолго до отъезда Сент-Джон просит Джейн выйти за него замуж, потому что она как никто подходит для роли жены миссионера. После недолгого сопротивления Джейн соглашается ехать с ним в Индию, но не стать его женой. Это не устраивает Сент-Джона, и он почти уговаривает её вступить с ним в настоящий брак. В последний решающий миг она слышит доносящийся откуда-то голос Рочестера, зовущий её по имени. Она отвечает на зов и, словно проснувшись, убегает от Сент-Джона, а впоследствии окончательно говорит ему: «Нет». Девушка уже довольно долго ничего не знает о своём бывшем хозяине; тревожась за него, она несколько раз писала миссис Фэйрфакс, но ответа так и не получила.
Теперь Джейн решает выяснить, в чём дело, и отправляется в поместье. Торнфильд встречает её мёртвыми, обгоревшими руинами. Пережив смертельный страх, Джейн затем узнаёт, что Берта подожгла дом и прыгнула с крыши, а Эдвард, пытавшийся её спасти, искалечен: он ослеп на один глаз (лишившись при этом второго) и потерял кисть руки. Узнав, что теперь он живёт в другом, глухом поместье, она немедленно едет туда. Приехав, она застаёт Рочестера сломленным, в совершенно угнетённом состоянии духа. Он долго разыскивал её и уже считал погибшей, но, вновь встретив Джейн, воскресает духом. Тем не менее, он стыдится своих нынешних уродства и беспомощности. Джейн демонстрирует ему бесконечную любовь, верность и самопожертвование, и в конце концов Рочестер снова просит её стать его женой. Она соглашается. Рочестер рассказывает Джейн, что за несколько дней до этого он звал её, сидя у своего окна, и Джейн, сопоставив слова и время, понимает, что каким-то непостижимым образом в тот самый вечер, в ту самую минуту она слышала его призыв за много миль. Она потрясена, потому что понимает, что произошло что-то, пока ещё неизвестное науке и недоступное людскому пониманию. Решив уберечь любимого от новых потрясений, она ничего не говорит ему об этом.
Проходит 10 лет. Джейн и Эдвард Рочестер счастливо женаты, у них растёт общий сын, к Эдварду частично вернулось зрение в уцелевшем глазе. Диана и Мэри тоже вышли замуж за достойных людей. Адель закончила школу и стала для Джейн хорошей помощницей. Сент-Джон уехал из Англии в Индию и вступил на избранный им путь миссионера. По его письмам видно, что он предвидит свою близкую кончину. Джейн понимает, что следующее письмо из Индии уведомит её о смерти её двоюродного брата.

## Прототипы

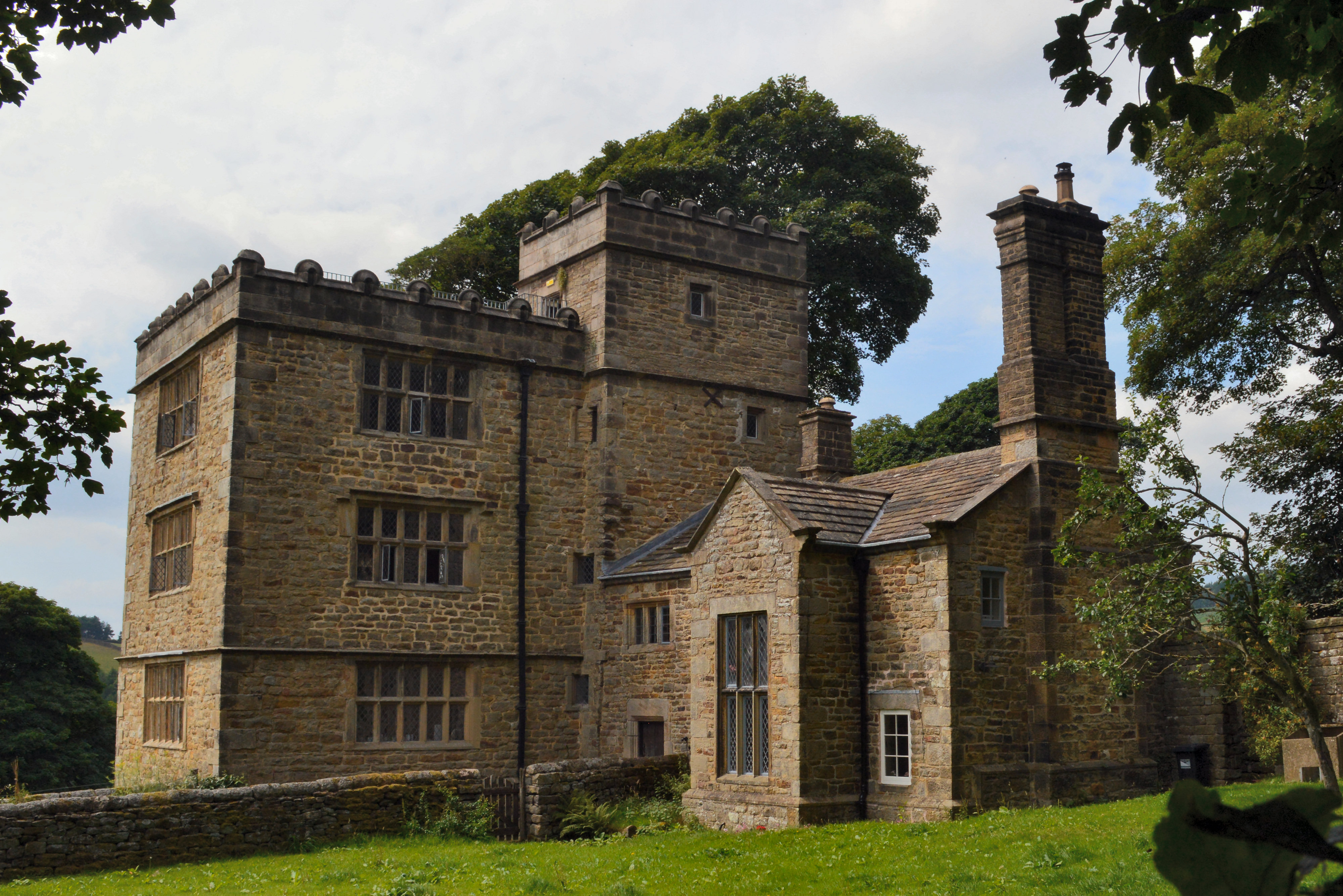
Норт-Лис-холл

Ранние события, где осиротевшая Джейн отправляется в суровую школу, основаны на личном опыте автора. Две её сестры умерли в детстве из-за плохих условий в интернате. Основатель школы написан с преподобного Уильяма Каруса Уилсона (1791–1859), а Элен Бёрнс — с Марии Бронте, сестры писательницы. Эти факты были опубликованы в книге The Life of Charlotte Bronte (1857), написанной её подругой Элизабет Гаскелл и вызвавшей споры в своё время.
Готически мрачное поместье Торнфильд, вероятно, изображено с оглядкой на Норт-Лис-холл (англ. North Lees Hall) вблизи Хэзерсейджа. Шарлотта посетила его со своей подругой Эллен Насси (англ. Ellen Nussey) летом 1845 года.

## Литературные мотивы и аллюзии
В «Джейн Эйр» использованы многие традиции готического романа, например, готическое поместье. В романе фигурирует байронический герой (Эдвард Рочестер), а также сумасшедшая женщина (Берта Антуанетта, его жена). Берта бросается на своего брата «подобно вампиру». Также присутствуют литературные аллюзии на Библию, английские сказки, «Путешествие Пилигрима в Небесную Страну», «Потерянный рай», произведения Вальтера Скотта.
Бронте в книге избегает некоторых штампов викторианского романа, например, не выводит примирение между Джейн и умирающей тёткой.

## Экранизации
Книга была многократно экранизирована. В частности:
- 1934: «Джейн Эйр». Чёрно-белый фильм. Режиссёр: Кристи Кабанне. В ролях: Джейн Эйр — Вирджиния Брюс, Эдвард Рочестер — Колин Клайв.
- 1943: «Джейн Эйр». Чёрно-белый фильм. Режиссёр: Роберт Стивенсон. В ролях: Джейн Эйр — Джоан Фонтейн, Эдвард Рочестер — Орсон Уэллс.
- 1952: «Бессердечный». Чёрно-белый фильм. Режиссёр: Р. К. Талвар. В ролях: Камаль (Джейн Эйр) — Мадхубала, Тхакур Шанкар (Эдвард Рочестер) — Дилип Кумар.
- 1970: «Джейн Эйр». Фильм. Режиссёр: Делберт Манн. В ролях: Джейн Эйр — Сюзанна Йорк, Эдвард Рочестер — Джордж К. Скотт.
- 1973: «Джейн Эйр». Телесериал. Режиссёр: Джоан Крафт. В ролях: Джейн Эйр — Сорча Кьюсак, Эдвард Рочестер — Майкл Джейстон.
- 1983: «Джейн Эйр». Телесериал. Режиссёр: Джулиан Эмьес. В ролях: Джейн Эйр — Зила Кларк, Эдвард Рочестер — Тимоти Далтон.
- 1996: «Джейн Эйр». Фильм. Режиссёр: Франко Дзефирелли. В ролях: Джейн Эйр — Шарлотта Генсбур, Эдвард Рочестер — Уильям Хёрт.
- 1997: «Джейн Эйр». Фильм. Режиссёр: Роберт Янг. В ролях: Джейн Эйр — Саманта Мортон, Эдвард Рочестер — Киаран Хайндс.
- 2006: «Джейн Эйр». Телесериал. Режиссёр: Сюзанна Уайт. В ролях: Джейн Эйр — Рут Уилсон, Эдвард Рочестер — Тоби Стивенс.
- 2011: «Джейн Эйр». Фильм. Режиссёр: Кэри Фукунага. В ролях: Джейн Эйр — Миа Васиковска, Эдвард Рочестер — Майкл Фассбендер.

## Продолжения
- 1938: роман «Ребекка» Дафны дю Морье частично вдохновлен «Джейн Эйр».
- 1966: роман «Антуанетта» (англ. Wide Sargasso Sea) Джин Рис. Роман — приквел к «Джейн Эйр», он описывает отношения между Бертой-Антуанеттой и Рочестером и историю развития её безумия. Эта книга также несколько раз экранизировалась:
  - 1993: «Безбрежное Саргассово море». Фильм. Режиссёр: Джон Дайган. В ролях: Берта Антуанетта Косуэй-Мейсон — Карина Ломбард, Эдвард Рочестер — Натаниель Паркер.
  - 2006: «Широкое Саргассово море». Фильм. Режиссёр: Брендан Махер. В ролях: Берта Антуанетта Косуэй-Мейсон — Ребекка Холл, Эдвард Рочестер — Рэйф Сполл.
- 1997: «Миссис Рочестер: продолжение „Джейн Эйр“» (англ. Mrs. Rochester: A Sequel to Jane Eyre) Хилари Бэйли.
- 2000: «Джейн Рочестер» Кимберли Беннет.
- 2008: «Дочь Джейн Эйр» (англ. Jane Eyre's Daughter) Элизабет Ньюарк.
- Анджела Картер на момент её смерти работала над продолжением, которое должно было сосредоточиться на Адель Варанс и её матери Селине. После смерти Картер сохранился только синопсис.

## В современной культуре
- Роман «Джейн Эйр» занимает десятое место в списке 200 лучших книг по версии BBC (2003).
- Роман Дианы Сеттерфилд «Тринадцатая сказка» (2006) — в книге неоднократно упоминается название романа и некоторые эпизоды. «Джейн Эйр» является одной из любимых книг главной героини.
- Книга фигурирует в фильме «Да, нет, наверное» (2008). Это любимый роман одной из главных героинь, книга сыграла важную роль в развязке фильма.